# Chajrchan
Chajrchan (mong. Хайрхан сум) – jeden z 19 somonów ajmaku północnochangajskiego położony w jego północno-wschodniej części. Siedzibą administracyjną somonu jest Uubulan znajdujący się 485 km od stolicy kraju, Ułan Bator i 180 km od stolicy ajmaku, Cecerlegu. W 2010 roku somon liczył 3343 mieszkańców.

## Gospodarka
Występują złoża rudy żelaza i biotytu. Usługi: warsztaty, szkoła, szpital.

## Geografia
Południowo-zachodnią część somonu zajmują pokryte lasem góry, natomiast w jego środkowej i północnej części ciągną się doliny rzek Orchon i Chanuj gol. Występują tu także płytkie jeziora.
Somon leży w strefie surowego klimatu kontynentalnego. Średnie temperatury stycznia wynoszą od -20 do -21 °C, natomiast czerwca od 16 do 18 °C. Średnia roczna suma opadów waha się od 300 do 350 mm.

## Fauna
Na terenie somonu występują m.in. dziki, jelenie, sarny, lisy, wilki, korsaki, manule, zające i świstaki syberyjskie.